# Инио Асано
Инио Асано (јап. 浅野 いにお, Asano Inio; Ишиока, 22. септембар 1980) јапански је манга уметник најпознатији по делима Соланин, Лаку ноћ, Пунпуне и Dead Dead Demons Dededede Destruction.

## Биографија
Асано је рођен 22. септембра 1980. године у јапанском граду Ишиока. Рекао је за себе да је био повучено дете и да је већ тада волео да црта. У средњој школи се заинтересовао за андерграунд сцену и почео да чита часопис Гаро у коме се су објављивале манге у авангардном и алтернативном стилу. Крајем школовања, објавио је своју прву мангу, једнократну причу под називом Kikuchi Sore wa Chotto yari Sugida!!. Асано је потом направио паузу од цртања како би се припремио за факултет. Наредне четири године радио је реалистичнијим кратким мангама, и упркос томе што је једна од њих (Uchū kara Konnichi wa) добила награду, Асано је рекао да се у овом периоду осећао као да стагнира.
Његова прва дужа манга, Subarashii Sekai, објављивала се од 2002. до 2004. године у ревији Sunday Gene-X. Од тада, Асано је написао и илустровао многе популарне наслове као што су: Соланин, Лаку ноћ, Пунпуне и Dead Dead Demons Dededede Destruction; због којих је вишеструко награђиван и сматран „гласом генерације“.

## Дела

### Серијализације
| Од   | До   | Енглески назив | Јапански назив                                   | Часопис | Количина (томови) | Додатне информације                                            |
| ---- | ---- | -------------- | ------------------------------------------------ | ------- | ----------------- | -------------------------------------------------------------- |
| 2002 | 2004 |                | (素晴らしい世界)                                 |         | 2                 |                                                                |
| 2004 | 2005 |                | (ひかりのまち)                                   |         | 1                 |                                                                |
| 2003 | 2005 |                | (虹ヶ原ホログラフ)                               |         | 1                 | У Србији објављено као Ниђигахара холограм, издавач Локомотива |
| 2005 | 2006 |                | (ソラニン)                                       |         | 2                 |                                                                |
| 2006 | 2006 |                | (日曜、午後、六時半。)                           |         | —                 | Састоји се од три кратке приче које су увршћене у колекцију    |
| 2007 | 2013 |                | (おやすみプンプン)                               | ,       | 13                | У Србији објављено као Лаку ноћ, Пунпуне, издавач Лагуна       |
| 2008 | 2011 |                | (おざなり君)                                     |         | 1                 |                                                                |
| 2009 | 2013 |                | (うみべの女の子)                                 |         | 2                 | У Србији објављено као Девојка на обали, издавач Локомотива    |
| 2014 | 2022 |                | (デッドデッドデーモンズデデデデデストラクション) |         | 12                |                                                                |
| 2017 | 2017 |                | (零落)                                           |         | 1                 | У Србији објављено као Суноврат, издавач Лагуна                |
| 2015 | 2018 |                | (勇者たち)                                       | ()      | 1                 |                                                                |
| 2023 | —    |                |                                                  |         | —                 |                                                                |

### Једнократне приче ()
| Година | Енглески назив       | Јапански назив                             | Часопис             | Додатне информације                                                         |
| ------ | -------------------- | ------------------------------------------ | ------------------- | --------------------------------------------------------------------------- |
| 1998   |                      | (菊池それはちょっとやりすぎだ!!)           | , специјално издање |                                                                             |
| 1998   | —                    | (3年3組脳先生)                             | , специјално издање |                                                                             |
| 199X   |                      | (理科)                                     |                     |                                                                             |
| 2000   |                      | (普通の日)                                 | , специјално издање |                                                                             |
| 2000   |                      | (卒業式地獄)                               | , специјално издање |                                                                             |
| 2001   |                      | (宇宙からコンニチハ)                       |                     |                                                                             |
| 200X   |                      | (花火)                                     | , специјално издање | Увршћено у канзенбан верзију манге                                          |
| 200X   |                      | (デッド・スター・エンド)                   | , специјално издање | Увршћено у канзенбан верзију манге                                          |
| 2002   |                      | (脱兎さん)                                 |                     | Увршћено у мангу                                                            |
| 2002   | (оригинална верзија) | (桜の季節)                                 |                     | Увршћено у канзенбан верзију манге                                          |
| 200X   |                      | (愛のかたち)                               | , специјално издање | Увршћено у канзенбан верзију манге                                          |
| 2004   |                      |                                            | —                   | Настало у сарадњи са компанијом Водафон; Увршћено у канзенбан верзију манге |
| 2005   |                      | (アルファルファ)                           |                     | Увршћено у колекцију                                                        |
| 2006   |                      | (超妄想A子の日常と憂鬱)                    |                     | Увршћено у колекцију                                                        |
| 2007   |                      | (夜明け前)                                 | , специјално издање | Увршћено у колекцију                                                        |
| 2007   |                      | (休日の過ごし方)                           | , специјално издање | Увршћено у колекцију                                                        |
| 2008   | 17                   | 17                                         | , специјално издање | Увршћено у колекцију                                                        |
| 2008   |                      | (素晴らしい世界)                           |                     | Увршћено у колекцију и канзенбан верзију манге                              |
| 2008   |                      | (東京)                                     |                     | Увршћено у колекцију                                                        |
| 200X   |                      | (無題)                                     | —                   | Увршћено у колекцију                                                        |
| 200X   |                      | (世界の終わり)                             | —                   | Увршћено у колекцију                                                        |
| 200X   |                      | (時空大戦スネークマン)                     | —                   | Увршћено у колекцију                                                        |
| 2010   | —                    | (ひまわり)                                 |                     | Увршћено у колекције , , и                                                  |
| 2010   |                      | (はるよこい)                               |                     | Увршћено у колекције и                                                      |
| 2010   |                      |                                            |                     | Увршћено у канзенбан верзију манге                                          |
| 2011   | —                    | (夏のにおいは魔法少女を二度殺す)           |                     | Увршћено у колекцију                                                        |
| 2013   | —                    | (としのせ)                                 |                     | Увршћено у колекцију                                                        |
| 2014   |                      |                                            | —                   | Увршћено у колекције #3 и                                                   |
| 2014   | —                    | (きのこたけのこ)                           |                     | Увршћено у колекцију                                                        |
| 2014   |                      | (誘蛾灯)                                   |                     | Увршћено у колекцију                                                        |
| 2015   | —                    | (ばけものれっちゃん)                       |                     | Увршћено у колекцију                                                        |
| 201X   | —                    | (ふんわり男（に、ふんわり女は、何を思う）) | —                   | У сарадњи са компанијом ; Увршћено у колекцију                              |
| 201X   | —                    | (ふんわり男（に、ふんわり男は、何を思う）) | —                   | У сарадњи са компанијом ; Увршћено у колекцију                              |
| 2016   | —                    | (愛しの健吾)                               | —                   | Увршћено у колекције и                                                      |
| 2016   |                      | (さよならばいばい)                         |                     | Увршћено у колекцију                                                        |
| 2018   |                      |                                            |                     | Увршћено у колекцију                                                        |
| 2019   |                      |                                            |                     | Увршћено у канзенбан верзију манге                                          |
| 2021   | —                    | (ラブカ)                                   |                     |                                                                             |
| 2021   | —                    |                                            |                     | Део изложбе посвећене Летњим олимпијским играма 2020.                       |

## Спољашњи извори
- Инио Асано на веб-сајту
- Инио Асано на веб-сајту
- Инио Асано на веб-сајту